# یواس‌اس پلانگر (۱۸۹۵)
یواس‌اس پلانگر (۱۸۹۵) (به انگلیسی: USS Plunger (1895)) یک کشتی بود که طول آن ۸۵ فوت ۳ اینچ (۲۵٫۹۸ متر) بود.